# Антонио Бенариво
Антонио Бенариво (итал. Antonio Benarrivo; 21. август 1968, Бриндизи) бивши је италијански фудбалер.

## Каријера
Дебитовао је 1986. године за нижелигашки локални фудбалски клуб Бриндизи, где је провео три сезоне, а за то време одиграо 76 првенствених мечева.
У периоду од 1989. до 1991. године, бранио је боје фудбалског клуба Падова.
Од 1991. године прешао је у Парму, за коју је наступао 13 сезона. За то време три пута је освојио Куп Италије, освојио је Куп победника купова, два пута освојио Куп УЕФА (1994/95, 1998/99). Завршио је професионалну каријеру у дресу Парме 2004. године, а одиграо је преко 250 утакмица за тај тим.

## Репрезентација
Године 1993. дебитовао је за репрезентацију Италије. Одиграо је 23 утакмице у дресу са државним грбом. Био је члан националног тима на Светском првенству у Сједињеним Државама 1994. године, где је са екипом освојио сребро.

## Успеси

### Клуб
Парма
- Куп Италије: 1991/92, 1998/99, 2001/02.
- Куп победника купова: 1992/93.
- УЕФА суперкуп: 1993.
- Куп УЕФА: 1994/95, 1998/99.
- Суперкуп Италије: 1999.

### Репрезентација
Италија
- Светско првенство: финале 1994.